# Richard Glyn (1er baronnet)
Richard Glyn, 1er baronnet (13 juin 1711 - 1er janvier 1773), est un banquier et homme politique britannique qui, avec Joseph Vere et Thomas Hallifax, fonde la Bank of Vere, Glyn & Hallifax, devenue la Williams &amp; Glyn's Bank.

## Biographie
En 1753, il est shérif de la Cité de Londres et maire de Londres en 1758. Il est également député de la ville de Londres de 1758 à 1768 et de Coventry de 1768 à 1773. En 1758, il est créé à baronnet d'Ewell, dans le comté de Surrey.
Il épouse d'abord Susannah Lewen en 1736. Après son décès en 1751, il épouse en secondes noces Elizabeth Carr en 1754. Il décède en janvier 1773, à l'âge de 61 ans, et son fils de son premier mariage, George, lui succède. Son fils de son deuxième mariage, Richard Glyn (1er baronnet, 1755-1838), est créé baronnet à part entière en 1800.